# Michel Roux

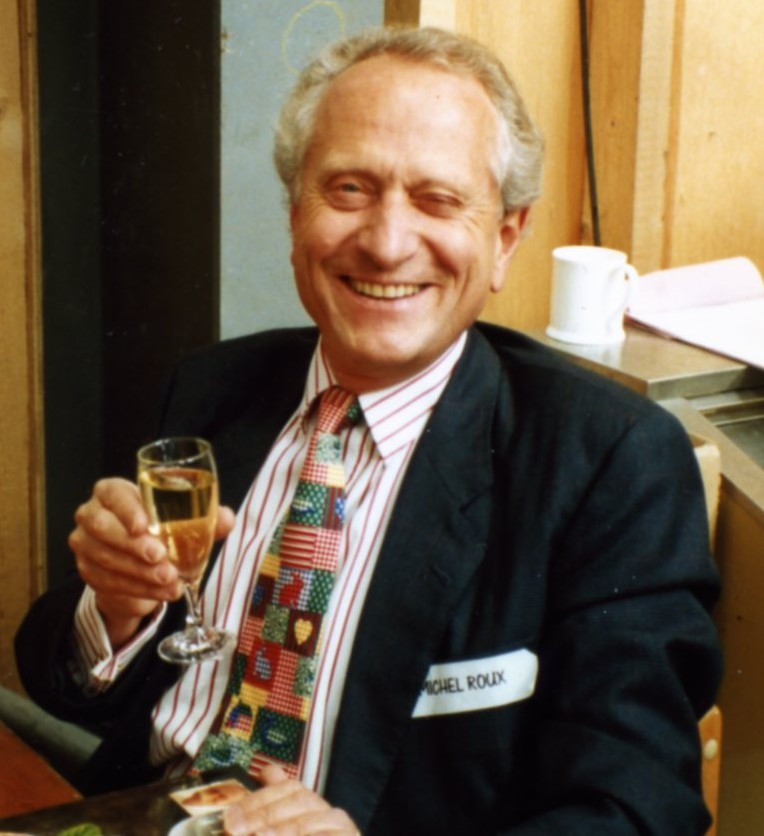
Michel Roux (2008)

Michel Roux Sr. OBE  (19. April 1941 in Charolles, Département Saône-et-Loire – 11. März 2020 in Bray, Grafschaft Berkshire) war ein aus Frankreich stammender Koch, der ab 1967 in England lebte und wirkte. Gemeinsam mit seinem Bruder Albert gründete er 1967 Le Gavroche, ein Restaurant in London, und 1972 The Waterside Inn, ein Gasthaus in Bray. Beide Lokale wurden vom Guide Michelin über viele Jahre hindurch mit ein bis drei Sternen ausgezeichnet.

## Leben und Werk

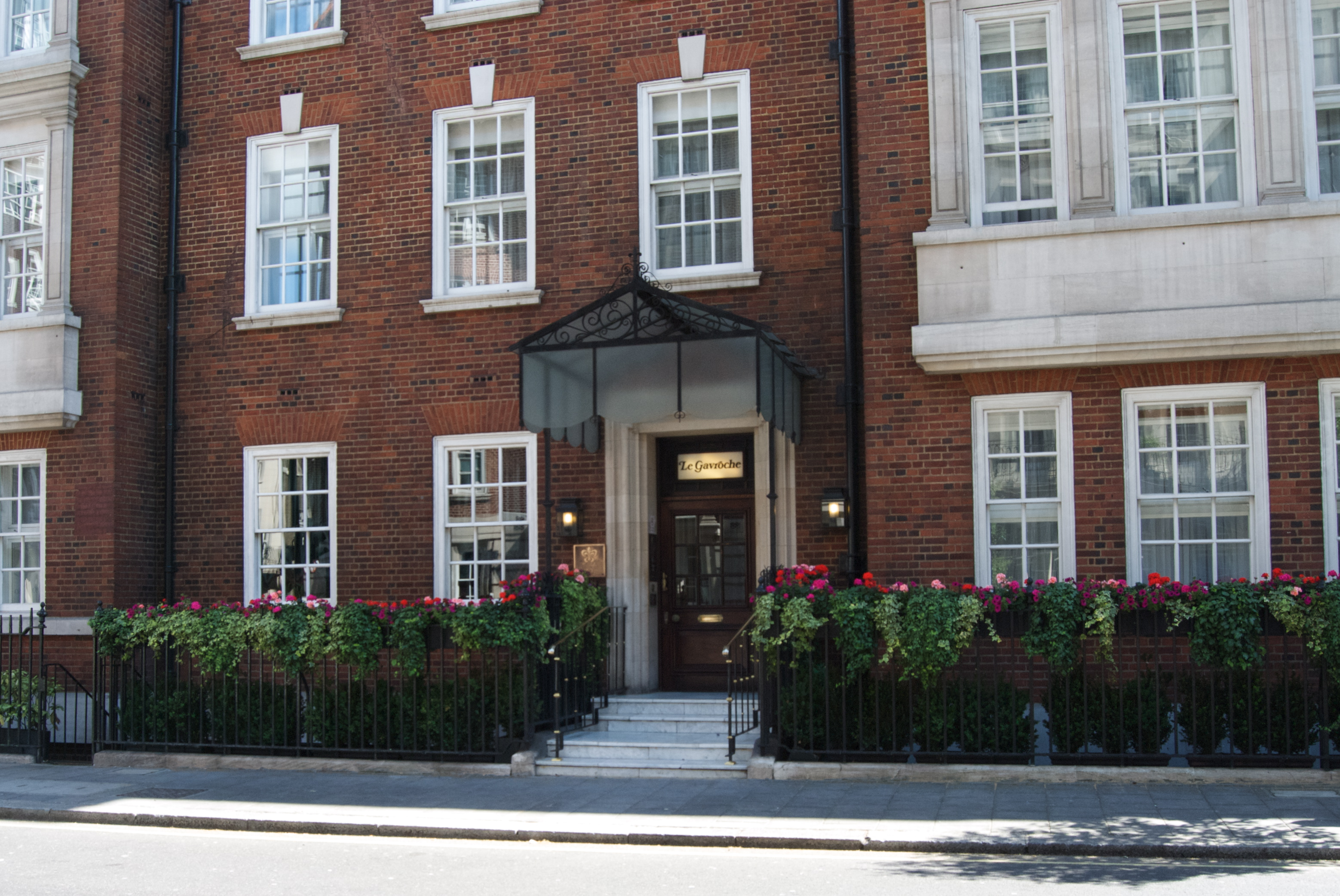
Le Gavroche, London

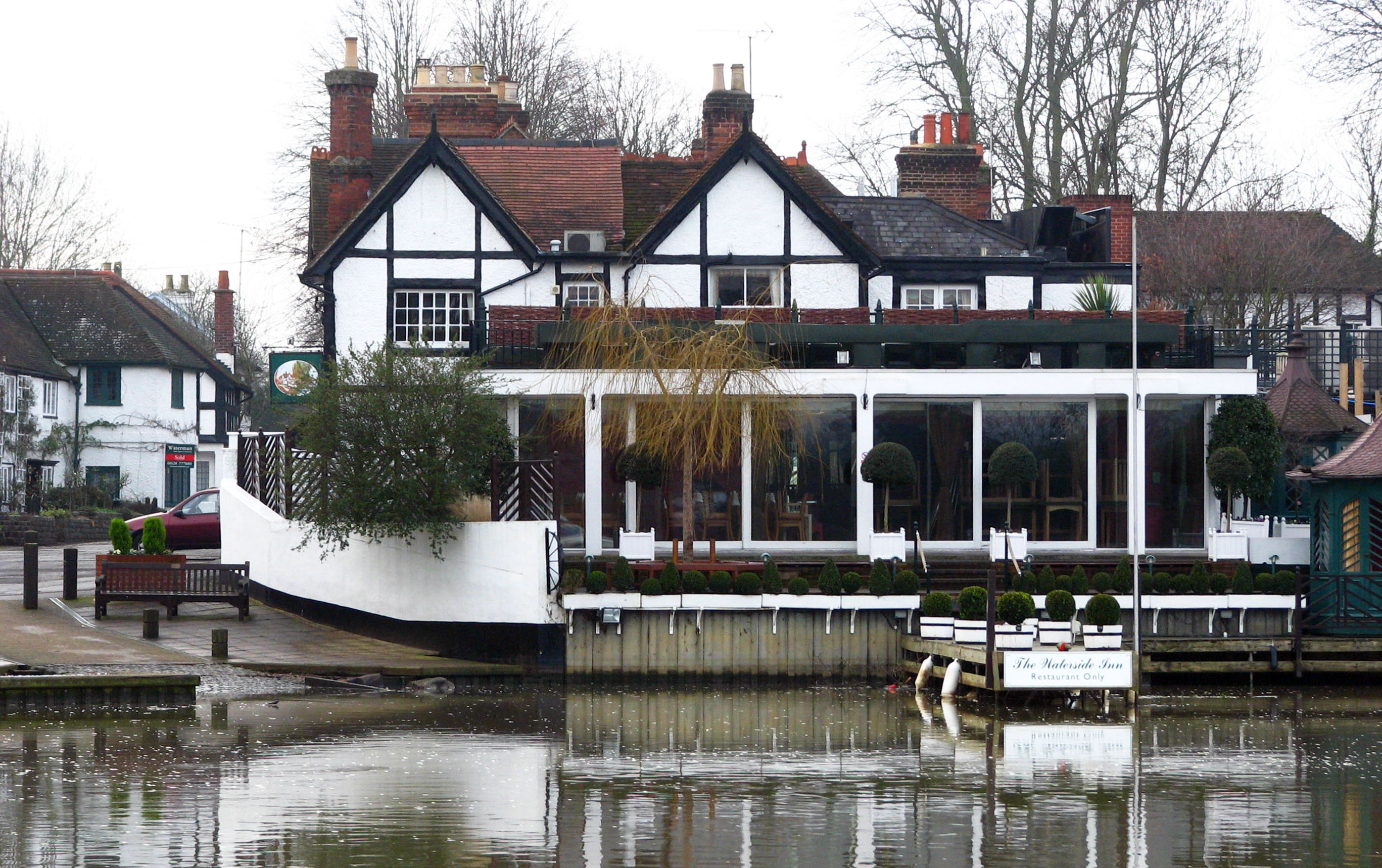
The Waterside Inn, Bray

Das Le Gavroche, der Name kann mit ‚Straßenjunge‘ übersetzt werden, wurde 1967 von den Brüdern Roux an der Anschrift 61 Lower Sloane Street gegründet. Es war das erste Restaurant in Großbritannien, welches mit einem Michelin-Stern ausgezeichnet wurde (1974), auch das erste, welches zwei Sterne erhielt (1977). 1981 übersiedelte das Lokal nach 43 Upper Brook Street in Mayfair, London, wo es heute noch besteht. Im Jahr darauf erhielt Le Gavroche als erstes Restaurant Großbritanniens drei Michelin-Sterne. 1993 verlor es den dritten Stern.
The Waterside Inn, in Bray direkt an der Themse gelegen, wurde 1972 ebenfalls gemeinsam mit dem älteren Bruder Albert, geboren 1935, gegründet. Chefkoch der ersten fünf Jahre war Pierre Koffmann, ebenfalls Franzose, der zuvor für die Brüder im Le Gavroche gearbeitet hatte. Danach übernahm Michel Roux, er war omnipräsent und führte das Lokal mehr als dreißig Jahre, unterstützt von Frau und Sohn. 1986 teilten die Brüder die Restaurants, Albert und dessen Sohn Michel Jr. blieben in London, Michel Sr. und sein Sohn Alain übernahmen Bray in Alleinverantwortung. Robyn Joyce, Michels zweite Frau, gestaltete Schritt für Schritt neue Gästezimmer im französischen Stil, Alain Roux übernahm schließlich ab 2002 Schritt für Schritt die Funktion des Chefkochs von seinem Vater.
Nicht ohne nostalgischen Ton erzählte Michel Roux: „The Waterside Inn war mein Leben, aber jetzt wird es von meinem Sohn geführt. Was könnte besser sein? Ich bin sehr stolz auf ihn. Nun steht sein Name über der Eingangstür.“ 1985 wurde die Küche des Waterside Inn mit drei Michelin-Sternen ausgezeichnet und hält sie bis heute (Stand: März 2020). Nach 25 Jahren feierte man 2010 – als erstes Restaurant mit durchgehend drei Sternen in einem Vierteljahrhundert außerhalb Frankreichs – mit zwei besonderen Ereignissen: Michel Roux und sein Sohn luden alle 116 Sterneköche Großbritanniens ein, und der lokalen Bevölkerung servierten Vater und Sohn Gourmetmenüs zu den Preisen von 1985.
Roux schrieb gemeinsam mit seinem Bruder mehrere Kochbücher und bildete zahlreiche spätere Sterneköche aus. Er trat mehrfach in Fernseh- und Radiosendungen auf. Michel Roux war Mitglied des Order of the British Empire. Er starb im März 2020 im Alter von 78 Jahren in Bray.